# Бурдон
Бурдон е вид флейтов регистър при органа. Има характерен бръмчащ (от френски: Bourdon – земна пчела), дълбок, натрапчив и ясен звук, с обертонови оттенъци.
Почти винаги бурдонът е 16', което значи, че тръбата за най-ниския тон от регистъра трябва да бъде толкова висока, но тъй като тръбите са затворени, физическата им височина е наполовина. В по-редки случаи се среща и като 8-футов регистър, а при по-големите инструменти фигурира и като 32' (в педала).
Тръбите могат да бъдат изработени от метал или от дърво, като в съвременното органостроене се предпочита дървото. Стените им са дебели и са с квадратно сечение.
Тъй като в повечето случаи различните строители на тръбните органи адаптират наименованията на регистрите към езика си, често пъти регистърът „Bourdon“ може да бъде срещнат под името „Bordone“ при италианските или „Bordun“ и „Untersatz“ – при немските.